# Rienzi
Rienzi, der letzte der Tribunen (em português: Rienzi, o último dos tribunos) é uma ópera composta por Richard Wagner em 1840. Tem cinco atos e o seu libreto foi escrito pelo próprio compositor, embora baseado no romance do novelista inglês Edward George Earl Bulwer-Lytton intitulado Rienzi, O Último Tribuno Romano, e também numa peça de teatro da novelista e dramaturga também inglesa Mary Russell Mitford. 

## História
Em junho de 1837, Wagner foi contratado como diretor musical em Riga. Enquanto esperava pela tomada de posse desse cargo, leu com muito interesse, em Blasewitz, perto de Dresden, a supracitada novela de Bulwer-Lytton. Imediatamente se sentiu atraído pela ideia de criar algo grande e fantástico a fim de se alhear da infortunada realidade da sua vida. O pensamento de fazer uma "grande ópera heróica 1836, juntamente com o seu amigo Theodor Apel. Em 1840, a ópera estava terminada.
Wagner tinha então 27 anos. Já tinha composto a sua primeira ópera, As Fadas, em 1833, aos 23 anos, e a sua segunda ópera, O Amor Proibido, em 1834 aos 24 anos. A estreia de Rienzi, dirigida pelo maestro Karl Gottlieb Reißiger, ocorreu no Königliches Hoftheater de Dresden, no dia 20 de outubro de 1842. Apesar da ópera ter durado cerca de seis longas horas (contando com os intervalos), o Êxito foi retumbante e marcou, para sempre, a vida de Wagner.     
O manuscrito original perdeu-se e foi encontrado, anos mais tarde, na biblioteca particular de Adolf Hitler. Isso não seria de se estranhar, pois Hitler, assíduo frequentador das óperas wagnerianas, apreciava esta ópera acima de todas as outras. De acordo com o documentário As Mulheres de Hitler, Hitler chegou a assistir Rienzi mais de quarenta vezes. A razão é porque o enredo anda todo à volta da vida de Cola di Rienzo, uma personagem popular da Itália medieval que tenta derrotar os nobres, incutir a revolta no povo, conduzindo-o a um futuro melhor. Os estandartes do Partido Nazi foram concebidos pelo Führer com base nos modelos desta ópera.

## Personagens
A acção cénica situa-se em Roma durante a primeira metade do século XIV e é representada por nove personagens:
| Cola di Rienzi (tribuno romano)                                   | tenor                  |
| Irene (irmã de Rienzi)                                            | soprano                |
| Stefano Colonna (nobre)                                           | baixo                  |
| Adriano Colonna (filho de Stefano Colonna)                        | mezzo-soprano travesti |
| Paolo Orsini (nobre)                                              | barítono               |
| Cardeal Raimondo (legado papal)                                   | baixo                  |
| Baroncelli (amigo de Rienzi)                                      | tenor                  |
| Cecco del Vecchio (amigo de Rienzi)                               | baixo                  |
| Um mensageiro da paz                                              | soprano                |
| Diplomatas, nobres, padres, monges, soldados, mensageiros, o povo |                        |

## Sinopse

### Abertura
A ópera inicia com uma abertura substancial, que começa com um chamado de trompete (que, no Ato III, ficamos sabendo tratar-se do chamado de guerra da família Colonna) e introduz a melodia da oração de Rienzi no início do Ato V, que se tornou a mais conhecida ária da ópera. A abertura termina com uma deslumbrante marcha militar.

### Ato I
Cena I
Uma rua à noite, com a Igreja de São João de Latrão ao fundo. O patrício Orsini e seus companheiros tentam sequestrar a irmã de Rienzi, Irene, invadindo seus aposentos pela janela (Hier ist's, hier ist's!). Irene grita por socorro. Adriano a defende. Uma multidão se reúne, e as pessoas se unem ou a Colonna ou a Orsini. Raimondo exorta os contendores a, em nome da Igreja, pararem de lutar. Finalmente, surge Rienzi (numa entrada marcada por uma dramática mudança de tonalidade, de Ré para Mi Bemol), que, apenas com sua presença, põe fim ao conflito. Rienzi repreende o povo e os nobres (Dies ist eu'r Handwerk, daran erkenn' ich euch!), e declara sua intenção de unificar Roma e conduzi-la à glória (Doch höret ihr der Trompete Ruf). O povo romano apoia Rienzi. Saem todos, menos Rienzi, Irene e Adriano.
Cena II
Rienzi abraça Irene e pergunta o que lhe fizeram (O Schwester, spricht was dir geschah). Irene explica que foi salva por Adriano. Rienzi manifesta sua surpresa a Adriano pelo fato de um membro da família Colonna ter salvo sua irmã, pois foi um Colonna que assassinou o irmão de Rienzi. Adriano pergunta o que pode fazer para compensar aquele crime (Rienzi, du bist fürchterlich!), e Rienzi o convida a segui-lo em seus intentos. Adriano está hesitante. Rienzi insiste em que, sob seu comando, os romanos podem se tornar realmente nobres e livres, mas Adriano teme que Rienzi esteja conduzindo o povo romano à ruína. Embora Adriano também deseje respeitar a lei, adverte Rienzi de que seus planos são muito audaciosos e terminarão em derramamento de sangue. Entretanto, apesar de suas reservas, Adriano oferece seu apoio. Rienzi diz que o momento se aproxima (Die Stunde naht, mich ruft mein hohes Amt), confia Irene à proteção de Adriano, e sai.
Cena III
A sós, Adriano e Irene, como que prevendo o futuro, declaram que seu amor resistirá firmemente mesmo que o mundo ao seu redor se esfacele. Adriano expressa seus temores e prediz a queda de Rienzi, prevendo que o povo o trairá e que os nobres o punirão por sua audácia. A cena termina com o som de trompetes do lado de fora.
Cena IV
Amanhece. As pessoas saem de suas casas saudando aquele dia especial (Gegrüßt, gegrüßt sei, hoher Tag!). Um órgão soa dentro da igreja, e o povo se ajoelha. Um coro, também da igreja, pede que todos despertem para o dia cuja luz tirará Roma das trevas (Erwacht, ihr Schläfer nah und fern). As portas da igreja se abrem e dela sai Rienzi, trajando armadura completa. O povo o saúda com entusiasmo. Rienzi exalta a renovação de Roma (Erstehe, hohe Roma, neu!) e anuncia que, como protetor de Roma, assegurará a liberdade e a lei. O povo o reconhece como seu rei, mas Rienzi diz que não quer ser rei, pois deseja que o povo continue livre. Sugere, então, que o reconheçam como um tribuno, título com o qual é prontamente aclamado.

### Ato II
Cena I
Uma sala no capitólio. Rienzi entra, magnificamente vestido, seguido pelos senadores, entre os quais Baroncelli e Cecco. Mensageiros trazem a Rienzi notícias de suas viagens, e informam (Ihr Römer, hört die Kunde) que as terras romanas estão em paz e liberdade. Colonna, Orsini, os senadores e os nobres rendem falsamente homenagem a seu novo tribuno (Rienzi, nimm des Friedens Gruβ!). Rienzi insiste em que não está preocupado com sua glória pessoal, mas sim com a libertação de Roma e a manutenção da lei. Ele sai acompanhado dos senadores.
Cena II
Colonna pergunta a Orsini se estão condenados a suportar as ultrajantes palavras de Rienzi (Colonna, hörtest du das freche Wort?). Enquanto conversam, os nobres passam a ouvi-los; Adriano entra sem ser notado, e também escuta o diálogo. Colonna e Orsini prosseguem: o povo idolatra Rienzi, que o cativou. Ele é um demagogo, dizem, que conquista o povo com seu discurso carismático. Apesar de Rienzi ser um mero plebeu, obteve enorme poder, e Orsini e Colonna recusam-se a tolerar isso. Eles consideram que a ascensão de Rienzi à fama é um insulto, e também potencialmente perigosa, pois as massas agora estão armadas. Os nobres, chefiados por Orsini e Colonna, agora conspiram contra Rienzi, e planejam seu assassinato na festa que está prestes a ocorrer. É então que Adriano manifesta sua incredulidade, chamando os conspiradores de assassinos. Colonna pergunta a Adriano, seu filho, se delatará seu próprio pai, e o chama de traidor. Todos saem para levar adiante os planos, exceto Adriano. Este afirma preferir ser considerado um traidor (Ich will denn ein Verrater sein), mas, hesitante, também teme que seu pai seja punido.
Cena III
Uma pomposa cerimônia. Um banquete foi preparado. Rienzi saúda os nobres e diplomatas de todas as partes da Itália (Im Namen Roms seid mir gegrüßt!). Sem dar mais detalhes, Adriano recomenda a Rienzi que tome cuidado. Uma apresentação começa, uma peça, pantomima e balé: Brutus vinga-se da morte de Lucrécia e liberta Roma da tirania de Tarquínio. (Esse balé recebeu grande atenção do compositor, pois na maioria das grandes óperas o balé é apenas uma diversão. O balé de Rienzi visa a representar o conto do “Rapto de Lucrécia”. Essa história, na qual Tarquínio, o último rei de Roma, tenta violentar a virgem Lucrécia, é um paralelo tanto à tentativa de violação de Irene por Orsini quanto ao tema dos patrícios contra o povo. Na sua forma original, o balé dura mais de meia hora – em montagens modernas e gravações, em geral ele sofre cortes drásticos.) Enquanto isso, Orsini, que se aproximou de Rienzi durante a apresentação, tenta esfaqueá-lo, mas Rienzi é protegido pela malha metálica que trajava. O povo grita pedindo proteção ao tribuno (Rienzi! Auf! Schützt den Tribun!) e tem início um tumulto. Adriano pede que Rienzi perdoe os traidores, e, ao mesmo tempo, o povo grita pela morte deles. Rienzi exalta a importância do perdão (O laßt der Gnade Himmelslicht), dizendo que será seu segundo perdão, mas que não haverá uma terceira chance. Finalmente, Rienzi perdoa os conspiradores (Euch Edlen dieses Volk verzeiht, seid frei). O povo respeita a decisão de Rienzi. Irene e Adriano agradecem. Baroncelli e Cecco dizem que Rienzi se arrependerá. Os conspiradores juram vingança por essa humilhação.

### Ato III
Cena I
Uma grande praça diante das ruínas do antigo fórum romano. Uma multidão enlouquecida ocupa a cena à procura de Rienzi, espalhando a notícia de que os nobres fugiram da cidade e, armados, estão voltando para um ataque a Roma (Vernahmt ihr all die Kunde schon?). Rienzi surge e, após dizer que desta vez não haverá perdão, chama o povo às armas. O povo obedece e sai para se preparar.
Cena II
Entra Adriano, que invoca Deus (Gerechter Gott) e revela sua aflição diante do combate iminente, pois não sabe se dirige sua espada contra Colonna, seu amado pai, ou contra Rienzi, irmão de sua amada Irene. Muito confuso (Ha, wo bin ich jetzt?), põe-se de joelhos e pede que Deus concilie todos. Em seguida, sai da cena.
Cena III
O cenário é de preparação para a batalha, com símbolos bélicos em toda parte. Ouvem-se os sinos de guerra. Rienzi, de armadura, está acompanhado de Irene, e diz que é o dia de purgar as afrontas (Der Tag ist da). O povo está armado e pronto para o combate. Quando Rienzi vai dar o sinal de ataque, chega Adriano, que em vão tenta detê-lo. Rienzi e seu exército partem ao som de um coro geral de entusiasmo guerreiro. Adriano fica sozinho com Irene, que tenta impedir que ele vá à batalha. Enquanto rezam, ajoelhados, o ruído do combate cessa. Logo se ouvem os sons da vitória de Rienzi. Este retorna e anuncia a vitória (Heil, Roma, dir!). Os vitoriosos trazem os cadáveres de Colonna e Orsini, entre outros. Ao ver o pai morto, Adriano jura vingança contra Rienzi (Geschieden sind wir denn fortan). Rienzi faz pouco caso e sai com seus seguidores em triunfo rumo ao capitólio.

### Ato IV
Cena I
Numa rua diante da Igreja de São João de Latrão, de noite, ocorre um encontro secreto no qual Baroncelli informa a outros cidadãos, todos disfarçados, que os diplomatas alemães deixaram Roma para sempre (Wer war's, der euch hierher beschied?), pois Rienzi não se entendeu com eles acerca da escolha do Imperador Romano. Chega Cecco, que informa que o cardeal (Raimondo) também já partiu. Baroncelli diz que Colonna, quando de sua fuga, foi ao Papa para prometer que utilizaria seu poder para defender a Igreja. Baroncelli sente que Rienzi só perdoou Colonna para ganhar o apoio dos nobres, e por isso considera Rienzi um traidor do povo. Adriano retira o disfarce e se identifica, dizendo que Rienzi não é digno do poder que conquistou, e espera ter sua vingança. Baroncelli diz que uma festa está a ser preparada por Rienzi para celebrar sua vitória. Adriano afirma que irá à festa para matá-lo. Surge Raimondo com um cortejo de sacerdotes em direção à igreja, incluindo Raimondo. Baroncelli e os outros temem que Rienzi tenha o apoio da Igreja, mas Adriano diz que o matará mesmo assim.
Cena II
Surge a comitiva de Rienzi, este em traje de gala e com Irene. Ao passar pelos conspiradores, Rienzi lhes pergunta se não irão ao festejo (Ihr nicht beim Feste?). Constrangidos, os nobres abrem passagem para a comitiva. Ouve-se o Te Deum entoado pelos sacerdotes dentro da igreja (Vae, spem nullam maledictus), cujo tom tétrico causa horror a Rienzi e ao povo. Enquanto Rienzi sobe os degraus para a igreja, Raimondo o impede de prosseguir dizendo que ele não poderá entrar porque foi excomungado, assim como todos os seus seguidores. O povo, assustado, foge. Raimondo e os religiosos entram na igreja, e suas portas se fecham; nelas está afixada a bula que contém a excomunhão de Rienzi. Adriano diz a Irene que Rienzi e seus seguidores estão amaldiçoados, e pede que ela fuja com ele, mas ela permanece com Rienzi. Adriano diz que Irene morrerá junto com Rienzi.

### Ato V
Cena I
Uma sala no capitólio. De joelhos diante de um pequeno oratório, Rienzi pede que Deus olhe por ele e não permita que as forças conquistadas se dissipem (Allmächt’ger Vater).
Cena II
Irene entra e abraça Rienzi, o qual lhe diz ter sido abandonado pela Igreja (Verläßt die Kirche mich), pelo povo e por Adriano, e que agora só lhe restam Deus e Irene. Rienzi parte. 
Cena III
Adriano entra sorrateiramente, disfarçado. Dirigindo-se Irene, manifesta surpresa por ela ainda estar naquele lugar amaldiçoado (Du hier, Irene?). Adriano diz que a salvará, e pede que ela fuja com ele. Irene diz que já não o ama mais. Adriano se ajoelha e suplica em vão o amor de Irene. Ouvem-se ruídos de quebra de vidros por pedradas; desesperado, Adriano tenta levar Irene à força, mas ela consegue escapar. Adriano está enlouquecido e sai determinado a possuir Irene mesmo que para isso tenha de enfrentar o fogo.
Cena IV
A praça diante do capitólio. Multidões surgem violentamente com tochas e gritos em respeito ao édito da Igreja (Herbei! Herbei!). O povo está revoltado com Rienzi, que surge de armadura na varanda do capitólio e pede calma. O povo grita que ele não deve ser ouvido, mas apedrejado. Rienzi pede aos revoltosos que se recordem da paz e da liberdade que conseguiu para eles. Baroncelli grita que Rienzi está tentando enganá-los. A multidão ateia fogo ao capitólio. Rienzi então diz suas últimas palavras: “Enquanto as sete colinas de Roma existirem, enquanto a cidade eterna não perecer, vocês verão Rienzi voltar!” (Nas apresentações originais, as palavras finais de Rienzi são amargas e pessimistas: “Que a cidade seja amaldiçoada e destruída! Desintegre-se e seque, Roma! Seu povo degenerado assim deseja.” Todavia, para a apresentação de 1847, em Berlim, Wagner as substituiu por aquela outra retórica, mais positiva.) Rienzi e Irene estão abraçados em meio às chamas, e o povo os apedreja. Chega Adriano, que, fora de si, invade as chamas em busca de Irene. Ao entrar no capitólio, a torre onde estavam Rienzi e Irene desaba sobre ele, sepultando todos os três.